# Liste du patrimoine mondial au Canada
Les sites du patrimoine mondial établis par le Comité du patrimoine mondial de l'Organisation des Nations unies pour l'éducation, la science et la culture (UNESCO) sont des lieux d'importance pour le patrimoine culturel ou naturel tel que décrit dans la Convention du patrimoine mondial de l'UNESCO, créée en 1972. La fédération du Canada a accepté la convention pour la protection du patrimoine mondial, culturel et naturel le 23 juillet 1976, rendant ses sites historiques admissibles à l'inscription.
En 2023, le Canada compte 22 sites inscrits au patrimoine mondial, 10 culturels, 11 naturels et un mixte. L'État a également soumis 10 sites à la liste indicative, 4 culturels, 1 naturel et 5 mixtes.

## Listes

### Critères
Pour pouvoir être inscrit comme patrimoine mondial, un site doit répondre à au moins l'un de ces critères :
- (i) : représenter un chef-d'œuvre du génie créateur humain.
- (ii) : témoigner d'un échange d'influences considérable pendant une période donnée ou dans une aire culturelle déterminée, sur le développement de l'architecture ou de la technologie, des arts monumentaux, de la planification des villes ou de la création de paysages.
- (iii) : apporter un témoignage unique ou du moins exceptionnel sur une tradition culturelle ou une civilisation vivante ou disparue.
- (iv) : offrir un exemple éminent d'un type de construction ou d'ensemble architectural ou technologique ou de paysage illustrant une ou des périodes significatives de l'histoire humaine.
- (v) : être un exemple éminent d'établissement humain traditionnel, de l'utilisation traditionnelle du territoire ou de la mer.
- (vi) : être directement ou matériellement associé à des événements ou des traditions vivantes, des idées, des croyances ou des œuvres artistiques et littéraires ayant une signification universelle exceptionnelle.
- (vii) : représenter des phénomènes naturels ou des aires d'une beauté naturelle et d'une importance esthétique exceptionnelles.
- (viii) : être des exemples éminemment représentatifs des grands stades de l'histoire de la Terre.
- (ix) : être des exemples éminemment représentatifs de processus écologiques et biologiques en cours dans l'évolution et le développement des écosystèmes.
- (x) : contenir les habitats naturels les plus représentatifs et les plus importants pour la conservation in situ de la diversité biologique.

Les critères (i) à (vi) concernent des sites culturels, les critères (vii) à (x) des sites naturels ; les sites qui mélangent les deux sont dits mixtes.

### Légende
Les tableaux suivants font usage des informations suivantes :
- Identifiant : numéro du dossier à l'UNESCO
- Bien : désignation officielle du bien ; les noms et les graphies peuvent être différentes de celles utilisées sur Wikipédia.
- Province : province ou territoire où est situé le bien.
- Date : année d'inscription au patrimoine mondial ; pour la liste indicative, année de dépôt du dossier.
- Superficie : superficie du bien en hectares.
- Critères et notes : critères sous lesquels sont inscrits le bien (voir section ci-dessous) ; ces critères peuvent être culturels, naturels ou mixtes. Notes éventuelles.
- Coordonnées : coordonnées géographiques du centre du site
- Illustration : image ou photographie illustrant le site.

- - Site Transfrontalier

### Patrimoine mondial
Les sites suivants sont inscrits au patrimoine mondial.
| Id.  | Site                                                           | Province                           | Année | Superficie (ha) | Critères et notes | Coordonnées                             | Illus.                   |
| ---- | -------------------------------------------------------------- | ---------------------------------- | ----- | --------------- | --- | --------------------------------------- | ------------------------ |
| 1686 | Anticosti                                                      | Québec                             | 2023  | 18 240          | Naturel, (viii) | 49° 32′ 20″ N, 63° 14′ 42″ O            |                          |
| 300  | Arrondissement historique du Vieux-Québec                      | Québec                             | 1985  | 135             | Culturel, (iv), (vi) | 46° 48′ 32″ N, 71° 12′ 40″ O            |                          |
| 1221 | Canal Rideau                                                   | Ontario                            | 2007  | 21 455          | Culturel, (i), (iv) | 44° 42′ 11″ nord, 76° 17′ 43″ ouest     |                          |
| 1285 | Falaises fossilifères de Joggins                               | Nouvelle-Écosse                    | 2008  | 689             | Naturel, (viii) | 45° 42′ 36″ nord, 64° 26′ 10″ ouest     |                          |
| 1404 | Le paysage de Grand-Pré                                        | Nouvelle-Écosse                    | 2012  | 1 323           | Culturel, (v), (vi) | 45° 07′ 05″ nord, 64° 18′ 25″ ouest     |                          |
| 158  | Le précipice à bisons Head-Smashed-In                          | Alberta                            | 1981  | 4 000           | Culturel, (vi) | 49° 44′ 56″ nord, 113° 37′ 26″ ouest    |                          |
| 741  | Le Vieux Lunenburg                                             | Nouvelle-Écosse                    | 1995  | 33              | Culturel, (iv), (v) | 44° 22′ 34″ nord, 64° 18′ 32″ ouest     |                          |
| 4    | Lieu historique national de L'Anse aux Meadows                 | Terre-Neuve-et-Labrador            | 1978  | 8 056           | Culturel, (vi) | 51° 28′ 01″ nord, 55° 37′ 01″ ouest     |                          |
| 72   | Kluane / Wrangell-St. Elias / Glacier Bay / Tatshenshini-Alsek | Colombie-Britannique, Yukon        | 1979  | 9 839 121       | Naturel, (vii), (viii), (ix), (x) Site transfontalier commun avec les États-Unis | 61° 11′ 53″ nord, 140° 59′ 31″ ouest    |                          |
| 1497 | Mistaken Point                                                 | Terre-Neuve-et-Labrador            | 2016  | 146             | Naturel, (viii) | 46° 38′ 06″ nord, 53° 12′ 40″ ouest     |                          |
| 354  | Parc international de la paix Waterton-Glacier                 | Alberta                            | 1995  | 457 614         | Naturel, (vii), (ix) Site transfontalier commun avec les États-Unis | 48° 59′ 46″ nord, 113° 54′ 14″ ouest    |                          |
| 686  | Parc national de Miguasha                                      | Québec                             | 1999  | 87              | Naturel, (viii) | 48° 06′ 18″ nord, 66° 21′ 11″ ouest     |                          |
| 419  | Parc national du Gros-Morne                                    | Terre-Neuve-et-Labrador            | 1987  | 180 500         | Naturel, (vii), (viii) | 49° 36′ 47″ nord, 57° 31′ 52″ ouest     |                          |
| 24   | Parc national Nahanni                                          | Territoires du Nord-Ouest          | 1978  | 476 560         | Naturel, (vii), (viii) | 61° 32′ 49″ nord, 125° 35′ 20″ ouest    |                          |
| 256  | Parc national Wood Buffalo                                     | Alberta, Territoires du Nord-Ouest | 1983  | 4 480 000       | Naturel, (vii), (ix), (x) | 59° 21′ 29″ nord, 112° 17′ 35″ ouest    |                          |
| 71   | Parc provincial Dinosaur                                       | Alberta                            | 1979  | 7 493           | Naturel, (vii), (viii) | 50° 46′ 05″ nord, 111° 29′ 31″ ouest    | Parc provincial Dinosaur |
| 304  | Parcs des montagnes Rocheuses canadiennes                      | Alberta, Colombie-Britannique      | 1984  | 2 299 104       | Naturel, (vii), (viii) | 51° 25′ 30″ nord, 116° 28′ 48″ ouest    |                          |
| 1415 | Pimachiowin Aki                                                | Manitoba, Ontario                  | 2018  | 2 904 000       | Mixte, (iii), (vi), (ix) | 51° 49′ 35,1″ nord, 95° 24′ 40,6″ ouest |                          |
| 157  | SG̱ang Gwaay Llanagaay                                          | Colombie-Britannique               | 1981  |                 | Culturel, (iii) | 52° 05′ 42″ nord, 131° 13′ 12″ ouest    |                          |
| 1412 | Station baleinière basque de Red Bay                           | Terre-Neuve-et-Labrador            | 2013  | 313             | Culturel, (iii), (iv) | 51° 43′ 37″ nord, 56° 25′ 48″ ouest     |                          |
| 1564 | Tr'ondëk-Klondike                                              | Colombie-Britannique, Yukon        | 2023  | 334,54          | Culturel, (iv), (vi) Comprend 7 sites distincts : Fort Reliance, Forty Mile, Ch'ëdähdëk Tth'än K'et, Fort Cudahy et Fort Constantine, Tr'ochëk (en), cité de Dawson, Jëjik Dhä Dënezhu Kek’it et Tthe Zrąy Kek’it. | 64° 03′ nord, 139° 26′ ouest            |                          |
| 1597 | Writing-on-Stone/ Áísínai’pi                                   | Alberta                            | 2019  | 1 106           | Culturel, (iii) Comprend 3 sites : Áísínai’pi, Haffner Coulee, Poverty Rock | 49° 00′ nord, 111° 38′ ouest            |                          |

### Liste indicative
Les sites suivants sont inscrits sur la liste indicative.
| Id.  | Site                                                                                       | Province                | Année | Critères et notes | Coordonnées                                                                                      | Illus. |
| ---- | ------------------------------------------------------------------------------------------ | ----------------------- | ----- | --- | ------------------------------------------------------------------------------------------------ | ------ |
| 6343 | Bancs de glace du Yukon (en)                                                               | Yukon                   | 2018  | Culturel, (iii), (v) | 60° 18′ nord, 136° 00′ ouest                                                                     |        |
| 6631 | Ensemble du câble transatlantique                                                          | Terre-Neuve-et-Labrador | 2022  | Culturel, (ii), (iv) Site transfrontalier commun avec l'Irlande. L'inscription canadienne concerne le poste du câble de Heart's Content | 47° 52′ 22″ nord, 53° 22′ 07″ ouest                                                              |        |
| 1938 | Gwaii Haanas                                                                               | Colombie-Britannique    | 2004  | Mixte, (iii), (v), (vi), (vii), (ix), (x)                                                                                               | 52° 21′ nord, 131° 26′ ouest                                                                     |        |
| 1939 | Ivvavik / Vuntut / Île Herschel (Qikiqtaruk)                                               | Yukon                   | 2004  | Mixte, (iv), (v), (vii), (viii), (x) | 69° 31′ 11″ nord, 139° 31′ 30″ ouest, 68° 22′ nord, 139° 51′ ouest, 69° 35′ nord, 139° 06′ ouest |        |
| 6340 | Parc national Sirmilik et aire marine nationale de conservation de Tallurutiup Imanga (en) | Nunavut                 | 2018  | Mixte, (v), (ix) | 72° 59′ nord, 81° 08′ ouest                                                                      |        |
| 6339 | Qajartalik (en)                                                                            | Nunavut                 | 2018  | Culturel, (iii) | 61° 20′ nord, 71° 30′ ouest                                                                      |        |
| 1943 | Quttinirpaaq                                                                               | Nunavut                 | 2004  | Mixte, (iii), (vii), (viii), (x) | 82° 13′ nord, 72° 13′ ouest                                                                      |        |
| 6338 | Récifs d'éponges siliceuses des détroits d'Hecate et de la Reine Charlotte                 | Colombie-Britannique    | 2018  | Naturel, (viii), (ix), (x) | 52° 00′ nord, 129° 30′ ouest                                                                     |        |
| 6341 | Vallée de la Stein (en)                                                                    | Colombie-Britannique    | 2018  | Mixte, (iii), (vi) | 50° 15′ nord, 121° 57′ ouest                                                                     |        |
| 6342 | Wanuskewin                                                                                 | Saskatchewan            | 2018  | Culturel, (iii) | 52° 13′ nord, 106° 36′ ouest                                                                     |        |